# Tősfalva
Tősfalva (Spinuș de Pomezeu), település Romániában, a Partiumban, Bihar megyében.

## Fekvése
Belényestől északnyugatra, a Király-erdő nyúlványai alatt, a Vida-patak mentén, Kispapmező, Hegyes és Kostyán közt fekvő település.

## Története
Tősfalva, Tövis nevét 1492-ben említette először oklevél Thyws néven.
1508-ban Thywys, 1692-ben Sinos Falua, 1808-ban Spinus, Szpinus, 1913-ban Tősfalva néven írták. Egykor kincstári birtok  volt, amely a mult a 19. század első felében Kovács György, László és Frigyes tulajdonába került. 1910-ben 439 lakosából 11 magyar, 426 román volt. Ebből 420 görögkeleti ortodox, 5 izraelita volt. 
A trianoni békeszerződés előtt Bihar vármegye Magyarcsékei járásához tartozott.

## Nevezetességek
- Görög keleti temploma – 1746-ban épült.